# Christian Pedersen
Christian Møller Pedersen (Holstebro, 1889. október 21. – Koppenhága, 1953. március 22.) olimpiai bajnok dán tornász.
Az 1920. évi nyári olimpiai játékokon indult, mint tornász és a szabadon választott gyakorlatok csapatversenyben aranyérmes lett.
Klubcsapata a Merkur volt.